# Изопатия
Изопатията е част от хомеопатията и е основана от Йохан Люкс през 1830.
Лекарствата са приготвяни или от нещата, които причиняват заболяването или от продукти на това заболяване, като например гной, които заедно са наричани нозоди и са разделени на автонозоди и саркоди. Много от така наречените хомеопатични ваксини са фактически форма на изопатия.